# Rebelião em La Paz em 1946
A Rebelião em La Paz em 1946 foi uma série de greves e protestos cada vez mais violentos que culminaram no linchamento e enforcamento do então presidente Gualberto Villarroel e no colapso total de seu governo. Os distúrbios ocorreram na capital boliviana de La Paz entre 8 e 21 de julho de 1946. O que começou como greves de professores exigindo aumentos salariais rapidamente se intensificou quando estudantes universitários, trabalhadores organizados e civis entraram em confronto com a polícia municipal e civis armados e pró-governo. Ao final, o controle interino do país foi entregue a uma junta de representantes dos três grupos grevistas presidida por magistrados independentes do Tribunal Superior de Justiça da comarca de La Paz.

## Referencias